# Piłka nożna na Letnich Igrzyskach Olimpijskich 1956
Piłka nożna na Letnich Igrzyskach Olimpijskich 1956 w Melbourne rozgrywana była w dniach od 23 listopada do 8 grudnia. Rozegrano tylko turniej mężczyzn. W turnieju udział wzięło 11 drużyn. Złotymi medalistami zostali piłkarze ze Związku Radzieckiego, srebro przypadło reprezentacji Jugosławii a brąz - Bułgarii. Mecze odbywały się na dwóch obiektach: Olympic Park Stadium i Melbourne Cricket Ground.

## Wyniki zawodów[3]

### Pierwsza runda
|       |     |       |
| Indie | w/o | Węgry |

|           |     |                    |
| Indonezja | w/o | Wietnam Południowy |

|       |     |        |
| Chiny | –:– | Turcja |

|          |     |       |
| Bułgaria | w/o | Egipt |

|                   |     |            |
| Stany Zjednoczone | –:– | Jugosławia |

| 24 listopada |     |                               |
| ZSRR         | 2:1 | Wspólna Reprezentacja Niemiec |

| 26 listopada    |     |           |
| Wielka Brytania | 9:0 | Tajlandia |

| 27 listopada |     |         |
| Australia    | 2:0 | Japonia |

### Druga runda
| 28 listopada |     |                   |
| Jugosławia   | 9:1 | Stany Zjednoczone |

| 29 listopada |     |           |
| ZSRR         | 0:0 | Indonezja |

| 1 grudnia |     |           |
| ZSRR      | 4:0 | Indonezja |

| 30 listopada |     |                 |
| Bułgaria     | 6:1 | Wielka Brytania |

| 1 grudnia |     |           |
| Indie     | 4:2 | Australia |

### Półfinały
| 4 grudnia  |     |       |
| Jugosławia | 4:1 | Indie |

| 5 grudnia |     |          |
| ZSRR      | 2:1 | Bułgaria |

### Mecz o 3. miejsce
| 7 grudnia |     |       |
| Bułgaria  | 3:0 | Indie |

### Finał
| 8 grudnia |     |            |
| ZSRR      | 1:0 | Jugosławia |

## Medaliści
| ZSRR | Jugosławia | Bułgaria |
| Lew Jaszyn Nikołaj Tiszczenko Michaił Ogońkow Aleksiej Paramonow Anatolij Baszaszkin Igor Netto Boris Tatuszyn Anatolij Isajew Eduard Strielcow Walentin Iwanow Władimir Ryżkin Boris Kuzniecow Jożef Beca Siergiej Salnikow Boris Razinski Anatolij Maslonkin Anatolij Iljin Nikita Simonian Jurij Bielajew Anatolij Porchunow | Sava Antić Ibrahim Biogradlić Mladen Koščak Dobrosav Krstić Luka Lipošinović Muhamed Mujić Zlatko Papec Petar Radenković Nikola Radović Ivan Šantek Dragoslav Šekularac Ljubiša Spajić Todor Veselinović Błagoja Widiniḱ Vladica Popović Kruno Radiljević Joško Vidošević | Stefan Bożkow Todor Diew Georgi Dimitrow Miłczo Goranow Iwan Kolew Nikoła Kowaczew Manoł Manołow Dimityr Miłanow Georgi Najdenow Panajot Panajotow Kirił Rakarow Gawrył Stojanow Krum Janew Jordan Josifow Ilija Kirczew |

## Zestawienie końcowe drużyn
| Poz. | Drużyna                       |
| ---- | ----------------------------- |
|      | ZSRR                          |
|      | Jugosławia                    |
|      | Bułgaria                      |
| 4.   | Indie                         |
| 5.   | Indonezja                     |
| 6.   | Wielka Brytania               |
| 7.   | Australia                     |
| 8.   | Stany Zjednoczone             |
| 9.   | Wspólna Reprezentacja Niemiec |
| 10.  | Tajlandia                     |
| 11.  | Japonia                       |

## Strzelcy bramek
4 gole
- Neville D’Souza
- Todor Veselinović
- Dimityr Miłanow

3 gole
- Iwan Kolew
- Jack Laybourne
- Muhamed Mujić
- Zlatko Papec

2 gole
- Bruce Morrow
- Todor Diew
- George Bromilow
- Jim Lewis
- Charlie Twissell
- Siergiej Salnikow
- Eduard Strielcow
- Sava Antić

1 gol
- Frank Loughran
- Graham McMillan
- Georgi Dimitrow
- Ernst-Günter Habig
- Laurie Topp
- Krishna Kittu
- Anatolij Iljin
- Anatolij Isajew
- Walentin Iwanow
- Igor Netto
- Boris Tatuszyn
- Al Zerhusen

Gole samobójcze
- Muhamed Abdus Salam (dla Jugosławii)